# Marmor, Stein und Eisen bricht
"Marmor, Stein und Eisen bricht" is een nummer van de Duitse zanger Drafi Deutscher. Het nummer verscheen niet op een regulier studioalbum, maar werd in oktober 1965 uitgebracht als single.

## Achtergrond
De tekst van "Marmor, Stein und Eisen bricht" is geschreven door Günter Loose, terwijl de muziek is geschreven door Christian Bruhn. Het is geproduceerd door Bruhn en Deutscher. De titel is naar het Nederlands te vertalen als "Marmer, steen en ijzer breekt". In oktober 1965 stapte Deutscher het gebouw van de muziekuitgeverij Edition Intro Gebrüder Meisel GmbH binnen en zong "dam-dam, dam-dam", wat later een van de meest herkenbare kenmerken van het nummer werd. Schrijver Bruhn, die voor de uitgeverij werkte, vroeg hoe het nummer verder ging, waarop Deutscher antwoordde: "Dat mag jij bepalen". De begeleidingsband van Deutscher, Magics genaamd, was verantwoordelijk voor de instrumentatie op het nummer. De band bestond uit gitarist Walter Stein, slaggitarist Lothar Ferchland, basgitarist Andy Nielebock en drummer Tom Wetzel.
"Marmor, Stein und Eisen bricht" is vanwege een vermeende grammaticafout lange tijd niet gedraaid door de Bayerischer Rundfunk. Een opsomming zou moeten worden opgevolgd door een werkwoord in de meervoudsvorm; in dit geval zou dit "brechen" (breken) zijn. Bruhn ziet het gebruik van het enkelvoud "bricht" echter als een vorm van poëzie. Daarnaast is marmer tevens een soort steen. Een correctere titel zou dus "Marmorstein und Eisen brechen" zijn geweest.
"Marmor, Stein und Eisen bricht" werd uitgebracht door "Drafi Deutscher and His Magics" in oktober 1965. Op de B-kant van de single stond het nummer "Das sind die einsamen Jahre". Het werd de grootste hit uit de carrière van Deutscher: het behaalde de nummer 1-positie in Duitsland en Oostenrijk. Daarnaast kwam het in Nederland tot de zevende plaats in de Top 40 en de derde plaats in de Parool Top 20. In de Top 40 was het tevens genoteerd samen met een Nederlandse vertaling van Trea Dobbs, genaamd "Marmer, staal en steen vergaan". In de Verenigde Staten werd een Engelstalige versie van het nummer uitgebracht met de titel "Marble Breaks and Iron Bends", geschreven door Marcel Stellman, dat de tachtigste plaats in de Billboard Hot 100 behaalde.

## Covers
De Heideroosjes hebben 'Marmor, Stein und Eisen bricht' gecoverd op hun album Fifi. Sinds 1 dag of 2 (32 jaar) van Doe Maar deelt de zelfde gitaarloop-intro als 'Marmor Stein und Eisen bricht'.

## Hitnoteringen

### Nederlandse Top 40
| Hitnotering: 11-12-1965 t/m 09-04-1966 | Hitnotering: 11-12-1965 t/m 09-04-1966 | Hitnotering: 11-12-1965 t/m 09-04-1966 | Hitnotering: 11-12-1965 t/m 09-04-1966 | Hitnotering: 11-12-1965 t/m 09-04-1966 | Hitnotering: 11-12-1965 t/m 09-04-1966 | Hitnotering: 11-12-1965 t/m 09-04-1966 | Hitnotering: 11-12-1965 t/m 09-04-1966 | Hitnotering: 11-12-1965 t/m 09-04-1966 | Hitnotering: 11-12-1965 t/m 09-04-1966 | Hitnotering: 11-12-1965 t/m 09-04-1966 | Hitnotering: 11-12-1965 t/m 09-04-1966 | Hitnotering: 11-12-1965 t/m 09-04-1966 | Hitnotering: 11-12-1965 t/m 09-04-1966 | Hitnotering: 11-12-1965 t/m 09-04-1966 | Hitnotering: 11-12-1965 t/m 09-04-1966 | Hitnotering: 11-12-1965 t/m 09-04-1966 | Hitnotering: 11-12-1965 t/m 09-04-1966 | Hitnotering: 11-12-1965 t/m 09-04-1966 | Hitnotering: 11-12-1965 t/m 09-04-1966 |
| Week                                   | 1                                      | 2                                      | 3                                      | 4                                      | 5                                      | 6                                      | 7                                      | 8                                      | 9                                      | 10                                     | 11                                     | 12                                     | 13                                     | 14                                     | 15                                     | 16                                     | 17                                     | 18                                     |                                        |
| -------------------------------------- | -------------------------------------- | -------------------------------------- | -------------------------------------- | -------------------------------------- | -------------------------------------- | -------------------------------------- | -------------------------------------- | -------------------------------------- | -------------------------------------- | -------------------------------------- | -------------------------------------- | -------------------------------------- | -------------------------------------- | -------------------------------------- | -------------------------------------- | -------------------------------------- | -------------------------------------- | -------------------------------------- | -------------------------------------- |
| Positie                                | 38                                     | 31                                     | 23                                     | 17                                     | 16                                     | 15                                     | 10                                     | 7                                      | 8                                      | 8                                      | 8                                      | 10                                     | 11                                     | 13                                     | 15                                     | 18                                     | 29                                     | 34                                     | uit                                    |

### Parool Top 20
| Hitnotering: 18-12-1965 t/m 19-03-1966 | Hitnotering: 18-12-1965 t/m 19-03-1966 | Hitnotering: 18-12-1965 t/m 19-03-1966 | Hitnotering: 18-12-1965 t/m 19-03-1966 | Hitnotering: 18-12-1965 t/m 19-03-1966 | Hitnotering: 18-12-1965 t/m 19-03-1966 | Hitnotering: 18-12-1965 t/m 19-03-1966 | Hitnotering: 18-12-1965 t/m 19-03-1966 | Hitnotering: 18-12-1965 t/m 19-03-1966 | Hitnotering: 18-12-1965 t/m 19-03-1966 | Hitnotering: 18-12-1965 t/m 19-03-1966 | Hitnotering: 18-12-1965 t/m 19-03-1966 | Hitnotering: 18-12-1965 t/m 19-03-1966 | Hitnotering: 18-12-1965 t/m 19-03-1966 | Hitnotering: 18-12-1965 t/m 19-03-1966 | Hitnotering: 18-12-1965 t/m 19-03-1966 |
| Week                                   | 1                                      | 2                                      | 3                                      | 4                                      | 5                                      | 6                                      | 7                                      | 8                                      | 9                                      | 10                                     | 11                                     | 12                                     | 13                                     | 14                                     |                                        |
| -------------------------------------- | -------------------------------------- | -------------------------------------- | -------------------------------------- | -------------------------------------- | -------------------------------------- | -------------------------------------- | -------------------------------------- | -------------------------------------- | -------------------------------------- | -------------------------------------- | -------------------------------------- | -------------------------------------- | -------------------------------------- | -------------------------------------- | -------------------------------------- |
| Positie                                | 17                                     | 14                                     | 9                                      | 4                                      | 3                                      | 5                                      | 5                                      | 8                                      | 9                                      | 9                                      | 10                                     | 13                                     | 15                                     | 18                                     | uit                                    |

### NPO Radio 2 Top 2000
| Nummer met noteringen in de NPO Radio 2 Top 2000 | '99  | '00  | '01  | '02  | '03  | '04  | '05  | '06  | '07  | '08  | '09  | '10  | '11  | '12  | '13  |
| ------------------------------------------------ | ---- | ---- | ---- | ---- | ---- | ---- | ---- | ---- | ---- | ---- | ---- | ---- | ---- | ---- | ---- |
| Marmor, Stein und Eisen bricht                   | 1296 | 1036 | 1064 | 1374 | 1295 | 1214 | 1217 | 1203 | 1679 | 1320 | 1721 | 1613 | 1676 | 1906 | 1878 |

1. ↑  Een vetgedrukt getal geeft de hoogste notering aan.
2. ↑  Deze tabel is bijgewerkt tot en met de laatste editie (2024).